# Пьер I де Люксембург-Сен-Поль
Пьер I де Люксембург-Сен-Поль (фр. Pierre Ier de Luxembourg-Saint-Pol; 1390 — 31 августа 1433, замок Рамбюр) — граф де Бриенн и де Конверсано с 1397, граф де Сен-Поль с 1430, участник Столетней войны.

## Биография
Сын Жана де Люксембурга, сеньора де Бовуар, из рода Люксембург-Линьи, младшей ветви династии Люксембургов, и Маргариты Энгиенской, графини де Бриенн и де Конверсано. 
Принадлежал к феодальной группировке бургиньонов, входил в ближайшее окружение Филиппа III Бургундского и участвовал в военных действиях в ходе второго этапа Столетней войны. В 1405 женился на дочери герцога Андрии Маргарите де Бо, принадлежавшей к одному из самых знаменитых родов Прованса и Неаполитанского королевства, «имевшей среди своих предков одного из трех царей» и «происходившей от первых принцев Оранских».
19 января 1419 был назначен Карлом VI капитаном Парижа в отсутствие герцога Бургундского, каковую должность уже исполнял в 1411—1413 годах. Грамота о назначении указывает, что он также становился наместником короля «в Париже, превотстве и виконтстве названного места, в землях Нормандии и Пикардии, и бальяжах Санлиса, Мо, Мелёна и Шартра». Очевидно, сохранил эту должность и после английского завоевания.
В январе 1430 стал одним из первых 24 рыцарей учрежденного Филиппом Добрым ордена Золотого руна. В том же году унаследовал от своей тетки Жанны де Люксембург графство Сен-Поль. В 1433 по поручению своего зятя, регента Франции герцога Джона Бедфорда, после трехнедельной осады овладел крепостью Сен-Валери-ан-Понтьё. 31 августа того же года умер от чумы в замке Рамбюр

## Семья
Жена (май 1405): Маргарита де Бо д'Андрия (1394—1469), дочь Франсуа I де Бо, герцога Андрии, и Свевы Орсини
Дети: 
- Жаклин де Люксембург (1416/1417—1472). Муж 1) (1433): Джон Ланкастерский, герцог Бедфорд (1389—1435); 2) (1436/1437): Ричард Вудвилл, граф Риверс (ум. 1469)
- Луи де Люксембург (1418—1475), граф де Сен-Поль, де Бриенн и де Конверсано, коннетабль Франции
- Тибо де Люксембург (ум. 1477), граф де Бриенн, сеньор де Фиенн. Епископ Ле Мана. Жена (1441): Филиппа де Мелён (ум. 1450), дочь Жана IV де Мелёна, бургграфа Гента
- Екатерина де Люксембург (ум. 1492). Муж (1455): Артур III Бретонский
- Филиппа, аббатиса в Сен-Мексане
- Изабелла де Люксембург (ум. 1472). Муж (1444): Карл IV Анжуйский, граф дю Мэн
- Жак де Люксембург-Линьи (1426—1487), сеньор де Ришбур. Жена (1464): Изабелла де Рубе (1433/1434—1502), дочь Пьера, сеньора де Рубе, и Маргариты де Гистель
- Валеран (ум. юным)
- Жан (ум. в Африке)

Внебрачный сын:
- Жак де Люксембург, бастард де Сен-Поль (ум. 1528), сеньор де Ла-Бутийери. Жена: Екатерина де Веркиньёй, дама де Кенкенпуа (ум. 1522)